# Freddy Kottulinsky

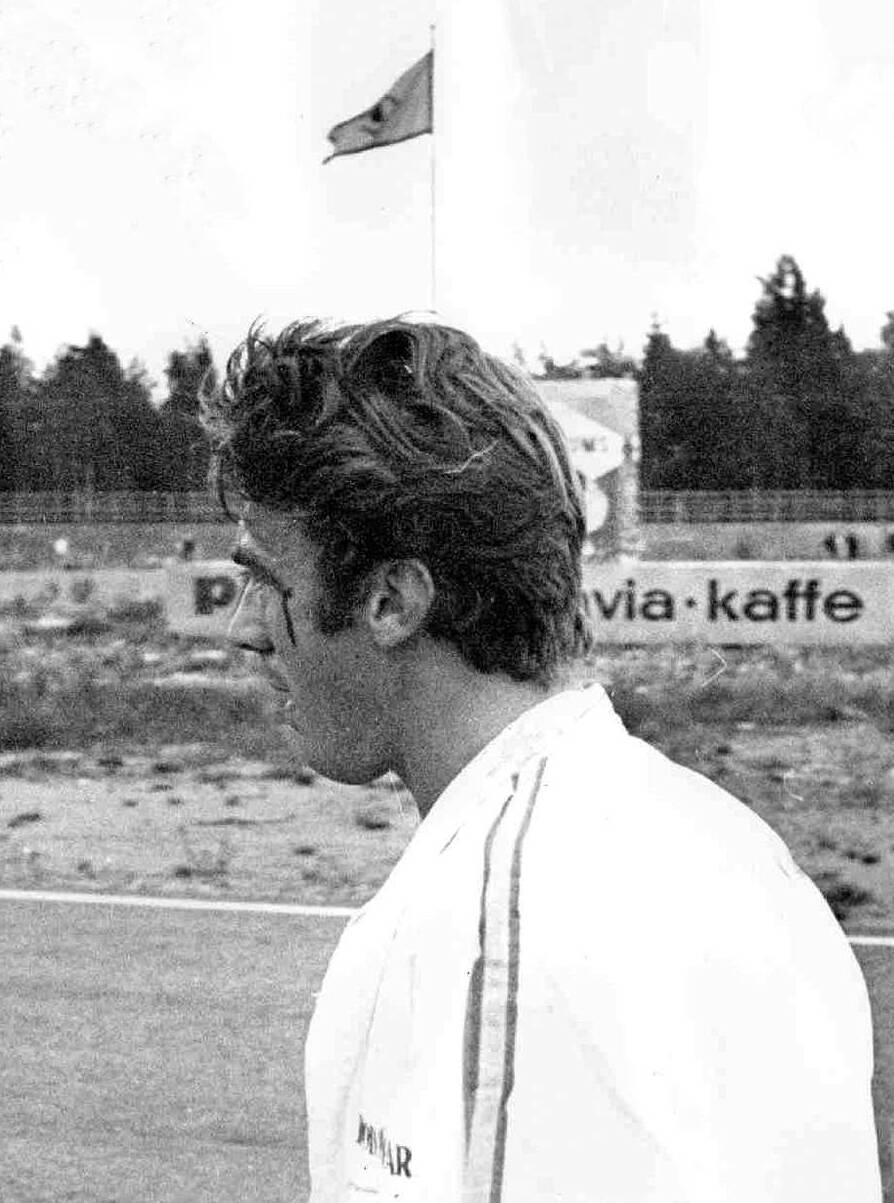
Kottulinsky im September 1968 im Keimolan Moottoristadion

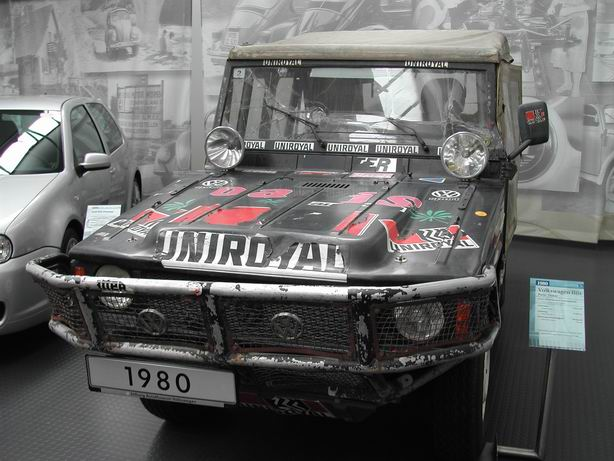
Das Paris-Dakar-Siegerfahrzeug von 1980

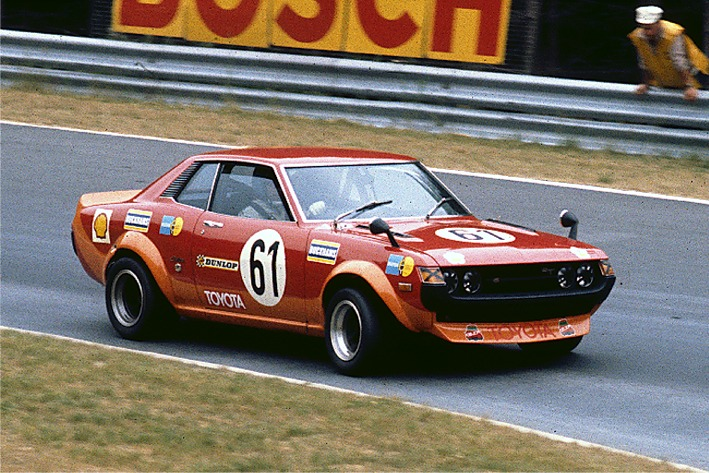
Toyota Celica von Freddy Kottulinsky und Ove Andersson beim 6-Stunden-Rennen auf dem Nürburgring 1973

Winfried Philippe Adalbert Karl „Freddy“ Graf Kottulinsky Freiherr von Kottulin (* 20. Juli 1932 in München; † 4. Mai 2010 in Karlstad, Schweden) war ein Renn- und Rallyefahrer. 

## Familie
Kottulinsky entstammte einem österreichisch-schlesischen Adelsgeschlecht, dem auch Maria Anna von Kottulinsky angehörte. Ab 1953 lebte er in Schweden, wo er sich mit einer Werkstatt selbständig machte, und später bis ins Jahr 2008 in Görkwitz bei Schleiz in Thüringen. Seine im Jahr 1960 geborene Tochter Susanne war ebenfalls Rallyefahrerin. Ihre Beifahrerin war zeitweise Tina Thörner, später langjährige Copilotin von Jutta Kleinschmidt. Die Rennfahrern Mikaela Åhlin-Kottulinsky ist seine Enkelin.

## Karriere als Rennfahrer
Kottulinsky fuhr erfolgreich für Schweden in der Formel 3, Formel Super V und Formel 2. In der Formel 3 wurde er 1966 schwedischer Meister auf einem Lotus 35-Cosworth. Zusammen mit Ronnie Peterson und Torsten Palm gewann er 1970 für Schweden den F3 Europacup für Nationalteams. 1970 und 1971 siegte er auf der Autobahnspinne Dresden. In der Formel Super V gewann er 1974 den European-Gold-Cup auf einem Lola T320. Ab 1973 fuhr er auch im Rallyesport. 
Er gewann 1980 mit seinem Copiloten Gerd Löffelmann die Rallye Dakar in einem allradgetriebenen, von Audi betreuten VW Iltis-Geländewagen. Die Plätze zwei, vier, und neun wurden ebenfalls von VW-Iltis belegt. Aus Trainings für Mechaniker, die die Rallye-Servicefahrzeuge fuhren, entwickelte sich das Audi-Fahrsicherheitstraining, für das er bis zur Pensionierung tätig war.
Auch mit mehr als 70 Jahren nahm Kottulinsky gelegentlich noch an Motorsportveranstaltungen teil. So startete er am 11. August 2006 mit einem Datsun 240Z beim AvD-Historic-Marathon-400 auf der Nordschleife des Nürburgrings.
Kottulinsky setzte sich für den Wiederaufbau der Rennstrecke „Schleizer Dreieck“ ein. In Schleiz lebte er bis 2008/9 mit seiner Ehefrau, die er dort bei einem Formel-3-Rennen kennengelernt hatte. Nach deren Tod zog er zu seiner Tochter nach Karlstad (Schweden); darum fuhr er sein letztes Einsatzjahr (sein 50. in ununterbrochener Reihenfolge) mit schwedischer Rennlizenz. Er starb am 4. Mai 2010 in Karlstad an Krebs und wurde am 28. Mai in Schleiz beerdigt.

## Statistik

### Einzelergebnisse in der Sportwagen-Weltmeisterschaft
| Saison | Team                    | Rennwagen | 1   | 2   | 3   | 4   | 5   | 6   | 7   | 8   | 9   | 10  | 11  | 12  | 13  | 14  | 15  |
| ------ | ----------------------- | --------- | --- | --- | --- | --- | --- | --- | --- | --- | --- | --- | --- | --- | --- | --- | --- |
| 1971   | Picko Troberg           | Lola T212 | BUA | DAY | SEB | BRH | MON | SPA | TAR | NÜR | LEM | ZEL | WAT |     |     |     |     |
| 1971   | Picko Troberg           | Lola T212 |     |     |     |     | 31  |     |     |     |     |     |     |     |     |     |     |
| 1974   | Berga Batterien         | Lola T290 | MON | SPA | NÜR | IMO | LEM | ZEL | WAT | LEC | BRH | KYA |     |     |     |     |     |
| 1974   | Berga Batterien         | Lola T290 | DNF |     |     |     |     |     |     |     |     |     |     |     |     |     |     |
| 1978   | BMW Schweiz BMW Belgium | BMW 320   | DAY | SEB | MUG | TAL | DIJ | SIL | NÜR | LEM | MIS | DAY | WAT | VAL | ROD |     |     |
| 1978   | BMW Schweiz BMW Belgium | BMW 320   |     |     | DNF |     | 7   | 4   | DNF |     | 6   |     |     | 4   |     |     |     |
| 1981   | Belgian Audi Club       | Audi 4000 | DAY | SEB | MUG | MON | RIV | SIL | NÜR | LEM | PER | DAY | WAT | SPA | MOS | ROA | BRH |
| 1981   | Belgian Audi Club       | Audi 4000 |     |     |     |     |     |     |     |     | 20  |     |     |     |     |     |     |